# Strasbulles
 (octobre 2018).
Strasbulles est un festival francophone de bande dessinée européenne qui a lieu à Strasbourg chaque année en juin depuis 2008.

## Description
Présent sur la place centrale de Strasbourg tous les ans au mois de juin, Strasbulles accueille les auteurs d’un pays de l’Europe. Chaque année, le festival est parrainé par un auteur apprécié des lecteurs alsaciens. Tout au long de l’année, des auteurs interviennent dans différentes classes pour faire découvrir la bande dessinée aux enfants puis les invitent au festival. Enfin le festival organise le concours « Graines de Bulles » en partenariat avec le Crous de Strasbourg et, pour les très jeunes auteurs, le concours « À vos bulles ». 

## Historique
Strasbulles est un événement gratuit, organisé par l’Association Alsace Bande Dessinée (ABD), fondée en 2007. 
La première édition voit le jour en 2008 sur la place de la Bourse. Une journée professionnelle est également organisée avec des auditeurs parmi lesquels des bibliothécaires, professeurs et autres libraires.
En juin 2012, le festival investit la place Kléber pour sa cinquième édition ainsi que la salle de l’Aubette, où se montent des expositions.
Le festival met chaque année un pays en avant, organisant une exposition spéciale et invitant un certain nombre d’auteurs originaires de ce pays : la Pologne, l’Italie, l’Allemagne, la Suisse et l’Angleterre par exemple.
Depuis quelques années, l’association ABD proposant à des auteurs d’intervenir dans différentes classes afin de réaliser des ateliers dont la durée est variable (de 3h à 20h découpées souvent en séances de 1h30). Chaque année, des classes viennent au festival pour un vernissage de l’exposition des planches qu’ils ont réalisées, une visite guidée du festival et une rencontre avec le parrain de l’édition.
Les parrains de Strasbulles, dans l’ordre des éditions : Félix Meynet, Émile Bravo, F’murrr, Régis Loisel, José Luis Munuera, Giorgo Cavazzano, Patrick Sobral, Julien Neel et Achdé.
La journée professionnelle est un cycle de conférences qui s’articule autour de la venue de professionnels de l’édition (éditeurs, dessinateurs, scénaristes ou encore coloristes) ainsi que des théoriciens (chercheurs, doctorants, écrivains).

### Concours Graines de bulles
Depuis 2010, en partenariat avec le Crous de Strasbourg, le festival organise le concours Graines de Bulles.
Le concours Graines de Bulles est ouvert à tous à partir de 17 ans. Les jeunes auteurs envoient un dossier qui sera examiné par des professionnels et des membres d’ABD. Une exposition, d’une durée d’un an, sera ensuite mise en place avec les gagnants du concours qui auront aussi une place dans le festival.
Aussi, chaque année, le festival parraine un « filleul », auteur dont il tend à mettre le travail en lumière. Ce filleul est le gagnant du concours de bande dessinée organisé chaque année. Les trois lauréats de ce concours sont présents dans l’exposition Graines de Bulles et bénéficieront des mêmes avantages que les Graines de Bulles. Des expositions ont lieu dans le restaurant de la petite Gallia pendant tout l’année.